# Пасічник Віра Яківна
Віра Яківна Пасічник (? — ?) — українська радянська діячка, новатор сільськогосподарського виробництва, зоотехнік Володимирецької МТС Володимирецького району Рівненської області. Депутат Верховної Ради УРСР 4-го скликання.

## Біографія
Народилася в селянській родині. У 1948 році закінчила Новочорторийський зооветеринарний технікум Житомирської області.
З 1948 року — зоотехнік Хиноцької ветеринарної дільниці Володимирецького району Рівненської області.
У 1953 році — начальник відділу тваринництва Володимирецького районного управління сільського господарства і заготівель Рівненської області.
З грудня 1953 року — зоотехнік Володимирецької машинно-тракторної станції (МТС) у колгоспі імені Леніна Володимирецького району Рівненської області.